# Отфрид фон Вейсенбург
О́тфрид фон Ве́йсенбург (нем. Otfrid von Weißenburg, реже — Otfried) — немецкий религиозный поэт, один из ранних поэтов, писавших на древневерхненемецком языке, и первый, чьи труды хорошо изучены немецкой медиевистикой. Для написания своих трудов Отфрид использовал южно-рейнско-франкский диалект, что указывает на его пфальцское происхождение. Бо́льшую часть своей жизни провёл в эльзасском городе Вейсенбург (современный Висамбур). Отфрид являлся одним из известнейших поэтов, теологов и учёных Восточнофранкского королевства периода правления Людовика Немецкого.

## Жизнь и творчество
О детских и юношеских годах поэта известно немного. Отфрид родился около 790 года в районе современного Пфальца. С самого детства он отличался особой религиозностью и обучался в Вейсенбургском монастыре. После 830 года он окончил обучение у известного в то время богослова Рабана Мавра в монастыре Фульды и стал священником. Позже он жил при королевском дворе, где работал библиотекарем и преподавателем.
Перу Отфрида принадлежит библейский эпос Liber evangeliorum, состоящий из пяти книг (140 глав). Евангелическая поэзия разбита на четыре книги, причём Гейдельбергский манускрипт содержал Песню Георга (Georgslied) — один из первых памятников древневерхненемецкой поэзии. Большое значение трудов Отфрида для истории немецкой литературы имеет тот факт, что он писал именно на франкском языке. Это даёт хороший материал для исследования языка франков IX-X вв., учитывая, что столь полезные источники на древненемецких языках очень редки.

## Память
Отфрид фон Вейсенбург оставил после себя несколько больших трудов, имеющих огромное значение для исследователей немецкого языка. Ещё одной заслугой Отфрида считается введение в поэзию романской конечной рифмы как альтернативы старому германскому аллитерационному стиху. В честь богослова названа реальная школа в городе Дан (Otfried-von-Weißenburg-Gymnasium Dahn) и колледж в Висамбуре (Collège Otfried).